# Episodi di Significant Mother
La prima e unica stagione della serie televisiva Significant Mother, composta da 9 episodi, è stata trasmessa sul canale statunitense The CW dal 3 agosto al 5 ottobre 2015.
In Italia, la serie è andata in onda sul canale a pagamento Joi dal 19 febbraio al 15 aprile 2016. In chiaro verrà trasmessa su Italia 1 dal 15 febbraio 2018 alle 01:20.
| nº | Titolo originale          | Titolo italiano              | Prima TV USA      | Prima TV Italia  |
| -- | ------------------------- | ---------------------------- | ----------------- | ---------------- |
| 1  | Welcome to Bonetown       | Chi fa il papa?              | 3 agosto 2015     | 19 febbraio 2016 |
| 2  | Mixed Doubles             | Naufragio da sballo          | 10 agosto 2015    | 26 febbraio 2016 |
| 3  | Who's Your Daddy?         | Chi è il tuo papà?           | 17 agosto 2015    | 4 marzo 2016     |
| 4  | Edibles Wrecks            | L'amore ai tempi di Internet | 24 agosto 2015    | 11 marzo 2016    |
| 5  | Suffering & Succotash     | Brunch e Mimosa              | 31 agosto 2015    | 18 marzo 2016    |
| 6  | Get Forked                | Prendi la forchetta          | 14 settembre 2015 | 25 marzo 2016    |
| 7  | Under Buddy               | Il vice amico                | 21 settembre 2015 | 1º aprile 2016   |
| 8  | Home Is Where the Lamp Is | Vendesi casa                 | 28 settembre 2015 | 8 aprile 2016    |
| 9  | Not About Bob             | Un passo importante          | 5 ottobre 2015    | 15 aprile 2016   |